# Mines de la Pinosa
Les mines de la Pinosa, ou mines de la Pinouse, sont d'anciennes mines de fer, situées sur la commune de Valmanya, dans les Pyrénées-Orientales, en France. Elles appartiennent à la ceinture ferrifère du Canigou et sont contiguës avec les mines de Batère, situées sur le flanc opposé de la montagne,,,.

## Historique
Les 10 et 11 février 1917, deux avalanches frappent un bâtiment des mines au lieu-dit Roca Gelera (Roque Jalère). La première détruit le bâtiment, tuant les douze personnes situées à l'intérieur, et recouvre le site d'une épaisseur de 10 m de neige sur une zone de 100 à 150 m de large.
En 1944, Julien Panchot, chef résistant, y a été capturé, torturé et assassiné par l'armée allemande.
En 2015 le site est inscrit monument historique. Le tirage de 2019 du loto du patrimoine prévoit d'attribuer une partie de la somme récoltée à sa protection.

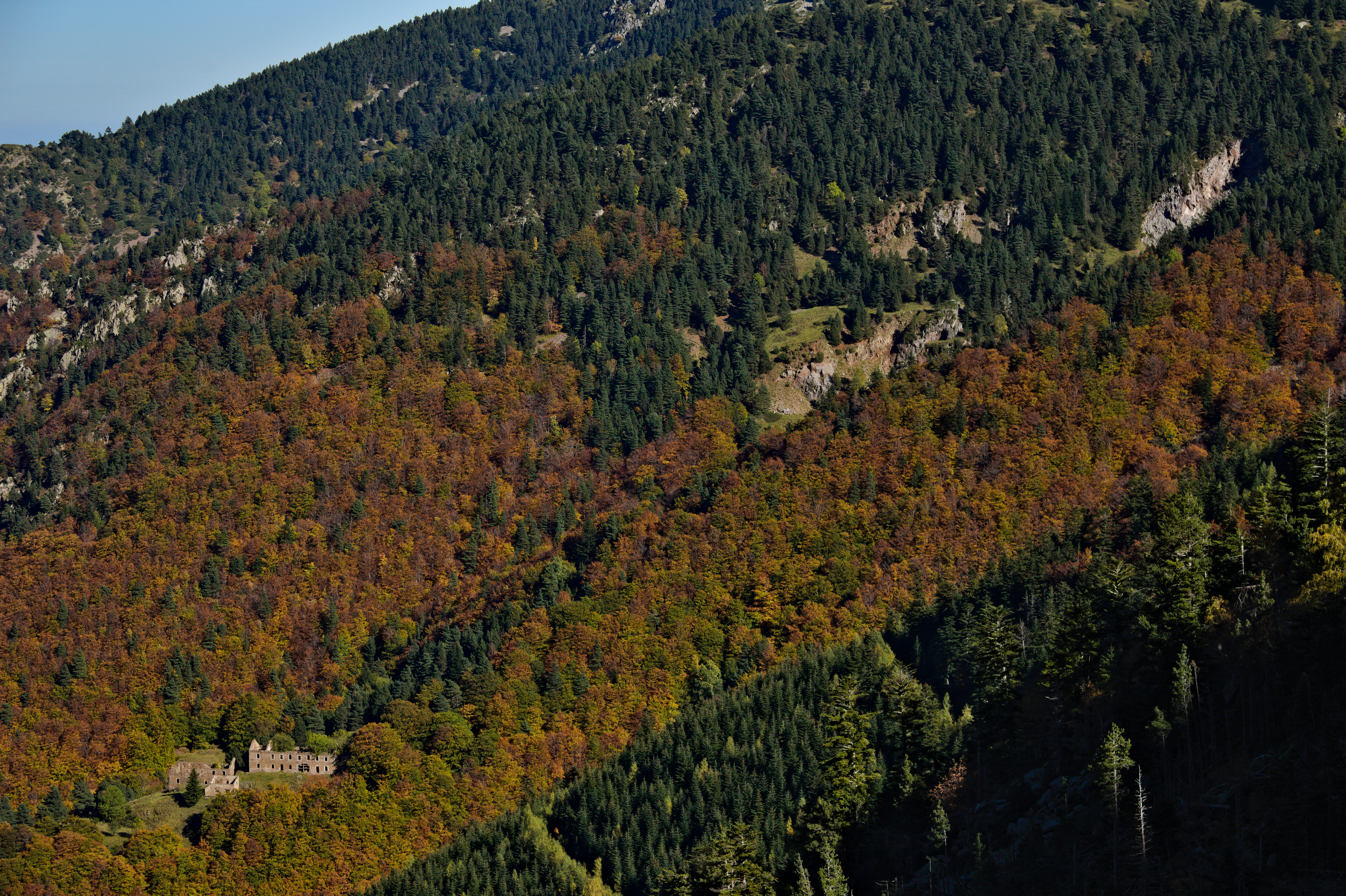
Le site de la Pinosa vue depuis l'ouest. Les ruines de la colonie minière sont surplombées par des travaux miniers.
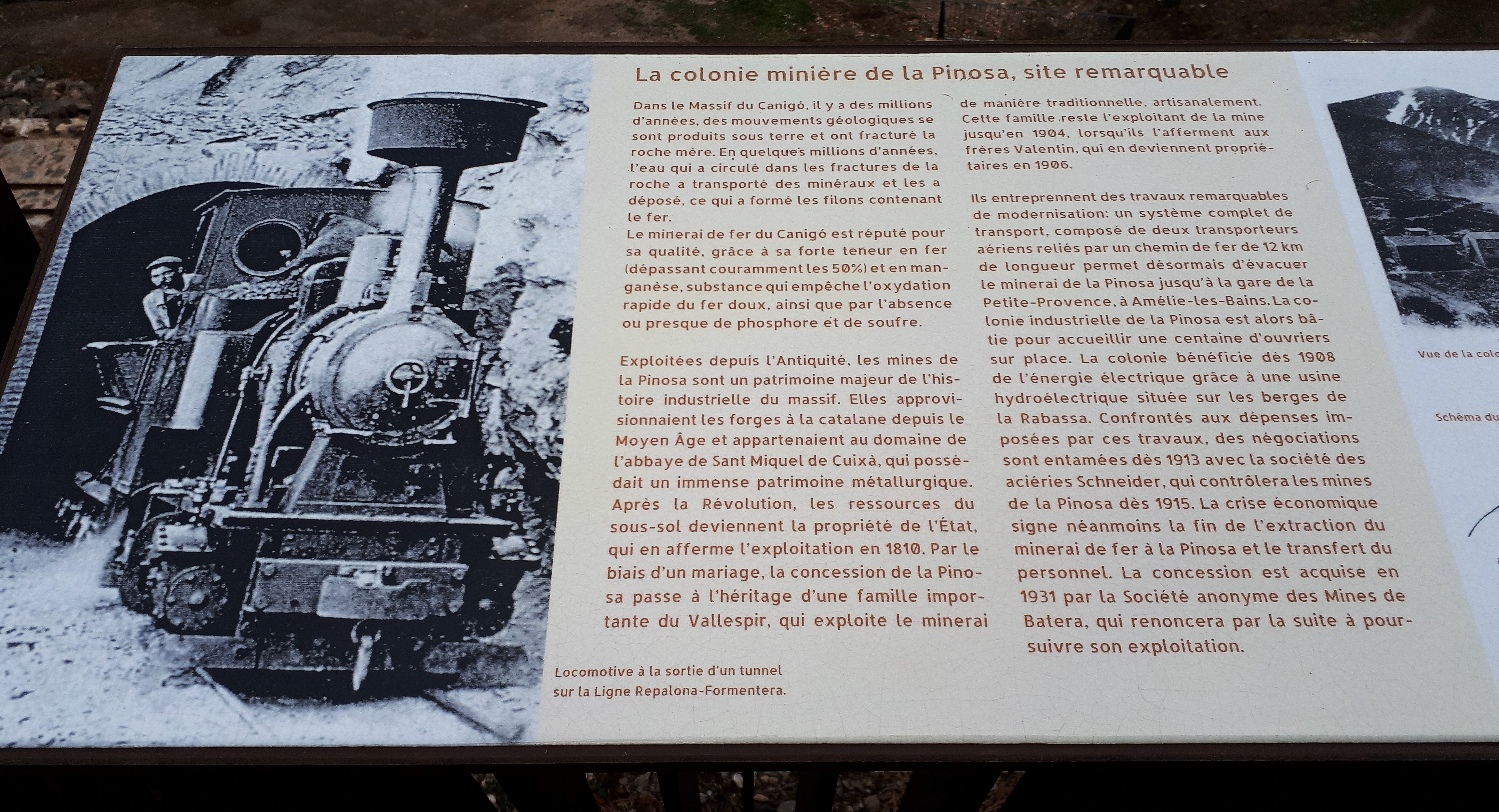
Historique de la colonie minière - panneau explicatif sur le site de la Pinosa.

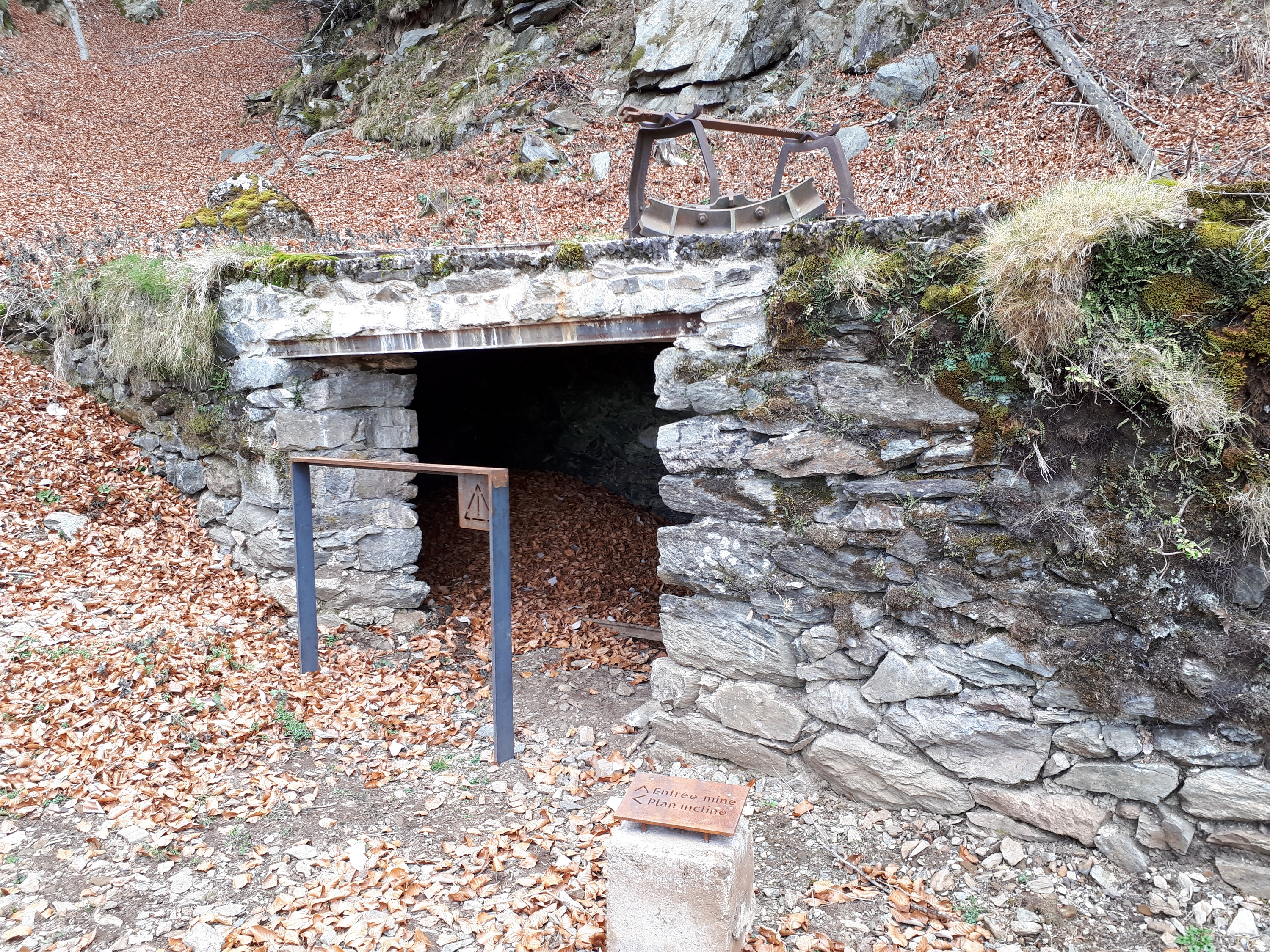
Ancienne entrée d'une mine de fer, site de la Pinosa.
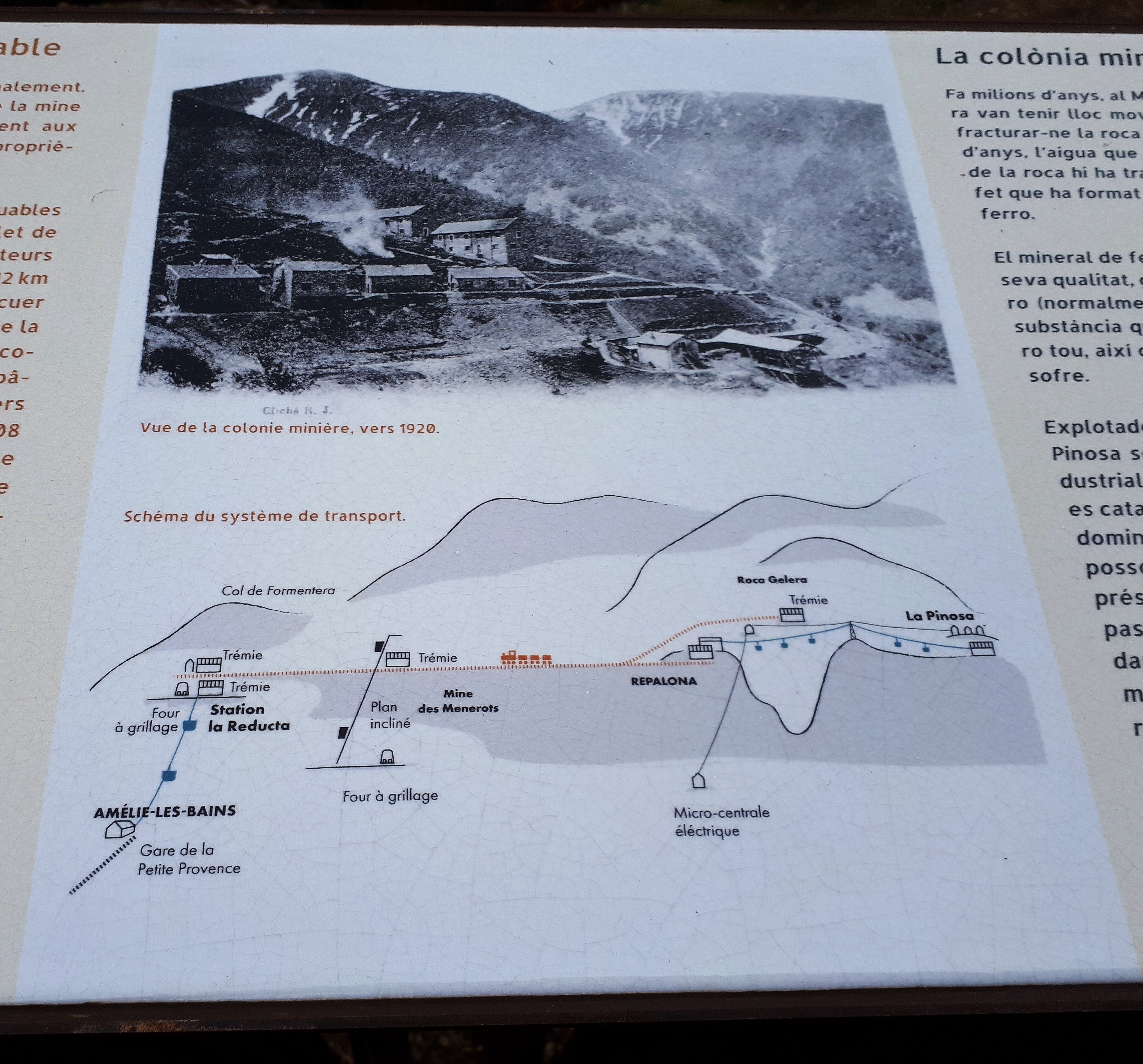
La Pinosa vers 1920 - panneau explicatif sur site[8].